# آرکید (جورجیا)
آرکید، جورجیا (به انگلیسی: Arcade, Georgia) یک شهر در ایالات متحده آمریکا با جمعیت ۱٬۷۸۶ نفر است که در جورجیا واقع شده‌است.